# George Stevens
George Cooper Stevens (* 18. Dezember 1904 in Oakland, Kalifornien; † 8. März 1975 in Lancaster, Kalifornien) war ein US-amerikanischer Filmregisseur, Drehbuchautor, Filmproduzent und Kameramann. Zu seinen bekanntesten Filmen gehören Ein Platz an der Sonne, Mein großer Freund Shane, Giganten und Das Tagebuch der Anne Frank. Für Ein Platz an der Sonne und Giganten gewann er jeweils den Oscar in der Kategorie Beste Regie.

## Leben
George Stevens wurde als Sohn zweier Bühnenschauspieler geboren. Er gab sein Bühnendebüt im Alter von fünf Jahren. Seine Karriere in Hollywood begann er bereits 1921, gerade 16 Jahre alt, als Kameraassistent. Nach einiger Zeit stieg Stevens zum Chef-Kameramann von Stummfilmen auf. 1927 wechselte er zu den Hal Roach Studios und arbeitete als Kameramann an zahlreichen Kurzfilmen des beliebten Komikerduos Laurel und Hardy („Dick und Doof“). Ab 1930 wurde Stevens bei Roach auch als Regisseur tätig. Hierbei drehte er zunächst Kurzfilm-Komödien. Auch nach seinem Wechsel zu Universal und später zu RKO blieb er zunächst auf die Arbeit an Routineproduktionen beschränkt, bei denen es sich häufig um B-Filme handelte.
Seinen Durchbruch als ernstzunehmender Regisseur hatte Stevens im Jahr 1935, als er Katharine Hepburn ihren größten Erfolg seit Vier Schwestern bescherte: Alice Adams, die stilvolle und elegant inszenierte Adaption von Booth Tarkingtons gleichnamigem Roman, schildert die Erlebnisse einer jungen Frau, die alles versucht, um aus ihren bescheidenen Verhältnissen aufzusteigen. Hepburn wurde für ihre Darstellung mit einer Oscar-Nominierung belohnt. Nach diesem Erfolg wurde Stevens mit der Aufgabe betraut, bei den Filmen von RKOs damals wertvollsten Stars die Regie zu führen. Mit Swing Time gab er Fred Astaire und Ginger Rogers nach Meinung vieler Kritiker ihr bestes Vehikel überhaupt. Der Film war ein uneingeschränkter künstlerischer und finanzieller Erfolg. Danach inszenierte er unter anderem die Komödien Quality Street, erneut mit Katharine Hepburn, und Vivacious Lady mit James Stewart und Ginger Rogers. 1939 realisierte er mit Aufstand in Sidi Hakim einen der besten Abenteuerfilme dieser Zeit, der zudem über 1,5 Millionen US-Dollar an Profit machte.
Anfang der 1940er-Jahre begann Stevens, mit unterschiedlichen Studios ohne langjährige Verträge zusammenzuarbeiten und oft auch als Produzent seiner eigenen Filme zu fungieren. Mit dem Film Akkorde der Liebe begann 1941 seine künstlerisch erfolgreichste Zeit. Der Film, der das beliebte Leinwandpaar Cary Grant und Irene Dunne wieder vereinte, schilderte die dramatischen Erlebnisse zweier junger Eheleute, die am Tod des einzigen Kindes fast zerbrechen. Kurz danach drehte er für Columbia zwei erfolgreiche Komödien mit Jean Arthur. Zeuge der Anklage war eine ambitionierte Geschichte um Kleinstadtvorurteile und bürgerliche Freiheiten, die neben Arthur noch Cary Grant und Ronald Colman vor die Kamera brachte. Im Folgejahr hatte Stevens mit Immer mehr, immer fröhlicher seinen bis dahin größten finanziellen Erfolg. Die Komödie spielt im völlig übervölkerten Washington, D.C. der Kriegstage. Jean Arthur spielt eine junge Regierungsangestellte, die eine Hälfte ihres Hauses an einen freundlichen Herren (Charles Coburn) vermietet, der seine Hälfte wiederum an Joel McCrea untervermietet, ohne der Hausherrin darüber Bescheid zu geben.
Kurze Zeit später ging Stevens mit dem Rang eines Majors zum United States Army Signal Corps. Dort drehte er unter anderem Filme über das befreite Deutschland und stellte den Beweismittelfilm Nazi-Konzentrationslager für den Nürnberger Prozess gegen die Hauptkriegsverbrecher her. Er wurde 1945 im Rang eines Lieutenant Colonels aus der Armee entlassen und begann nahtlos an seine bisherigen Erfolge anzuknüpfen. Mit Geheimnis der Mutter gab er Irene Dunne 1948 den letzten Erfolg ihrer Karriere.
Die Neuverfilmung des Romans A Place in the Sun von Theodore Dreiser, der 1951 nach einer über 18-monatigen Nachbearbeitung im Studio in den Verleih kam, wurde von den Kritikern allgemein als Verbesserung gegenüber der inadäquaten Verfilmung durch Josef von Sternberg angesehen und mit insgesamt sechs Oscars ausgezeichnet. Im Gedächtnis blieben insbesondere die sinnlichen Nahaufnahmen von Elizabeth Taylor und Montgomery Clift. 1953 folgte der episch in Szene gesetzte Western Mein großer Freund Shane, für den er neben Alan Ladd noch ein letztes Mal Jean Arthur vor die Kamera holte. 1956 folgte Stevens dem damals zeitgenössischen Trend in Richtung Monumentalfilm und inszenierte den über dreistündigen Spielfilm Giganten, ein moderner Western über Intrigen zwischen texanischen Großgrundbesitzern und Ölmagnaten. Der Film mit Elizabeth Taylor, Rock Hudson und dem bereits vor der Premiere verstorbenen James Dean wurde gleichfalls ein Erfolg an der Kinokasse. Nach der intelligent in Szene gesetzten Adaption von Das Tagebuch der Anne Frank (1959) drehte Stevens nur noch zwei kommerziell weniger erfolgreiche Filme: den aufwendigen und starbesetzten, auch von der Kritik weitgehend zerrissenen Bibelfilm Die größte Geschichte aller Zeiten (1965) und die Komödie Das einzige Spiel in der Stadt (1970) mit Elizabeth Taylor und Warren Beatty in den Hauptrollen.
Eine herausgehobene Rolle spielte George Stevens in dem Eklat um den Abbruch der Berlinale 1970. Als Präsident der Jury der Filmfestspiele drohte Stevens, der als scharfer Befürworter des Vietnamkriegs bekannt war, mit seinem Rücktritt, falls der seiner Ansicht nach antiamerikanische deutsche Wettbewerbsfilm o.k. von Michael Verhoeven, der US-amerikanische Kriegsverbrechen in Vietnam thematisiert, nicht aus dem Wettbewerb genommen würde. Daraufhin platzte das Festival.
Stevens war zweimal verheiratet. Aus seiner ersten Ehe von 1930 bis 1947 mit Yvonne Howell ging sein einziges Kind George Stevens Jr. hervor. Er wurde ein erfolgreicher Film- und Theaterproduzent und ist Mitgründer des American Film Institute.

## Arbeitsweise und Einordnung
George Stevens war ein ausgesprochener Perfektionist, der jede Szene sorgfältig plante und die Schauspieler teilweise mit endlosen Wiederholungen der Einstellungen in die Erschöpfung trieb. Vor dem Dreh wurden jede mögliche Kameraeinstellung und jeder denkbare Beleuchtungswinkel durchgespielt, um die bestmöglichen Ergebnisse zu erzielen.
Während George Stevens in den 1950er-Jahren einer der renommiertesten Hollywood-Regisseure war, wurden seine Filme aus dieser Zeit rückblickend von manchen Filmkritikern skeptisch beurteilt. Dave Kehr nannte Stevens einen fähigen Filmemacher, bis dieser mit Filmen wie Ein Platz an der Sonne danach gestrebt habe, Kunst zu machen, und dabei seine Talente verloren habe. Ähnlich sah es Andrew Sarris, der Stevens „als kleinen Regisseur mit großen Verdiensten vor Ein Platz an der Sonne und als großen Regisseur mit kleinen Verdiensten danach“ sah. Stevens’ Biograf Neil Sinyard kritisierte diese Zweiteilung von Stevens’ Karriere als stark vereinfachend und stufte Ein Platz an der Sonne, Mein großer Freund Shane und Giganten – die sogenannte „Amerika-Trilogie“ – als größten Verdienst von Stevens ein.

## Auszeichnungen
Oscar, jeweils Nominierung in der Kategorie Beste Regie
- Oscarverleihung 1944: Nominierung für Immer mehr, immer fröhlicher
- Oscarverleihung 1952: Gewonnen für Ein Platz an der Sonne
- Oscarverleihung 1953: Nominierung für Mein großer Freund Shane
- Oscarverleihung 1954: Irving G. Thalberg Memorial Award
- Oscarverleihung 1957: Gewonnen für Giganten
- Oscarverleihung 1960: Nominierung für Das Tagebuch der Anne Frank

Golden Globe Awards
- Golden Globe Awards 1952: Nominierung in der Kategorie Beste Regie für Ein Platz an der Sonne
- Golden Globe Awards 1957: Nominierung in der Kategorie Beste Regie für Giganten
- Golden Globe Awards 1960: Nominierung in der Kategorie Beste Regie für Das Tagebuch der Anne Frank

Internationale Filmfestspiele von Cannes
- Internationale Filmfestspiele von Cannes 1951: Nominierung für den Großen Preis der Jury für Ein Platz an der Sonne
- Internationale Filmfestspiele von Cannes 1959: Nominierung für die Goldene Palme für Das Tagebuch der Anne Frank

Directors Guild of America
- 1952: DGA Award  Outstanding Directorial Achievement in Motion Pictures für Ein Platz an der Sonne
- 1954: Nominierung DGA Award  Outstanding Directorial Achievement in Motion Pictures für Mein großer Freund Shane
- 1957: DGA Award  Outstanding Directorial Achievement in Motion Pictures für Giganten
- 1960: Nominierung für DGA Award  Outstanding Directorial Achievement in Motion Pictures für Das Tagebuch der Anne Frank
- 1960: Lifetime Achievement Award

National Board of Review
- 1953: National Board of Review Award/Beste Regie für Mein großer Freund Shane

New York Film Critics Circle Awards
- 1943: New York Film Critics Circle Award/Beste Regie für Immer mehr, immer fröhlicher

## Filmografie (Auswahl)

### Kameramann
- 1923: Roughest Africa
- 1924: Battling Orioles
- 1927: Hut ab! (Hats Off!)
- 1927: Sugar Daddies
- 1927: Hosen für Philip (Putting Pants on Philip)
- 1928: Das unfertige Fertighaus (The Finishing Touch)
- 1928: Nur mit Lachgas (Leave 'Em Laughing)
- 1928: Im Strudel der Gosse (We Faw Down)
- 1928: Die Geldgierigen (Their Purple Moment)
- 1928: Dick und Doof spielen Golf (Should Married Men Go Home?)
- 1928: Früh zu Bett (Early To Bed)
- 1929: Die Sache mit der Hose (Liberty)
- 1929: Das ist meine Frau (That's My Wife)
- 1929: Als Matrosen (Men O'War)
- 1929: Das große Geschäft (Big Business)
- 1929: Eine Landpartie (Perfect Day)
- 1929: Unschuldig hinter Gittern (The Hoose-Gow)
- 1929: Kuschel-Liebe (Angora Love)
- 1929: Die brennende Nachbarin (Unaccustomed As We Are)
- 1930: Angeheitert (Blotto)
- 1930: Unter Null (Below Zero)
- 1930: Gib mir den Hammer (Night Owls)
- 1930: Glückliche Kindheit (Brats)
- 1930: Panik auf der Leiter (Hog Wild)
- 1930: Ohne Furcht und Tadel (The Laurel and Hardy Murder Case)
- 1931: Hinter Schloss und Riegel (Pardon Us)
- 1932: Gelächter in der Nacht (Scram!)

### Regisseur
- 1935: Alice Adams
- 1935: Annie Oakley
- 1936: Swing Time
- 1937: Ein Fräulein in Nöten (A Damsel in Distress)
- 1937: Quality Street
- 1938: Vivacious Lady
- 1939: Aufstand in Sidi Hakim (Gunga Din)
- 1941: Akkorde der Liebe (Penny Serenade)
- 1942: Die Frau, von der man spricht (Woman of the Year)
- 1942: Zeuge der Anklage (The Talk of the Town)
- 1943: Immer mehr, immer fröhlicher (The More the Merrier)
- 1948: Geheimnis der Mutter (I Remember Mama)
- 1951: Ein Platz an der Sonne (A Place in the Sun)
- 1952: Wofür das Leben sich lohnt (Something to Live For)
- 1953: Mein großer Freund Shane (Shane)
- 1956: Giganten (Giant)
- 1959: Das Tagebuch der Anne Frank (The Diary of Anne Frank)
- 1965: Die größte Geschichte aller Zeiten (The Greatest Story Ever Told)
- 1970: Das einzige Spiel in der Stadt (The Only Game in Town)